# Lennox Sebe
Lennox Leslie Wongamu Sebe (26 juillet 1926 – 23 juillet 1994) est un homme politique, qui est premier ministre et président de la République du Ciskei.

## Biographie
Régulièrement chef du gouvernement de l'autorité territoriale du Ciskei dès que celui-ci est mis en place (1972), Sebe devient le premier président de ce bantoustan lorsque celui-ci proclame son indépendance en 1981. Il établit un régime despotique, devenant en 1983 « président à vie » ; son frère Charles est le chef de son service de renseignement, mais se retourne contre lui et tente un coup d'état cette année-là. Charles enlèvera en 1987 Kwame Sebe, fils de Lennox.
Alors que Lennox Sebe est en voyage à Hong Kong, son gouvernement est renversé en 1990 par le général Oupa Gqozo, qui instaure une dictature militaire.